# Montefredane
Montefredane – miejscowość i gmina we Włoszech, w regionie Kampania, w prowincji Avellino.
Według danych na 1 stycznia 2022 roku gminę zamieszkiwało 2115 osób (1051 mężczyzn i 1064 kobiety).